# Viaje del papa Francisco a Suecia
El papa Francisco visitó Suecia los días 31 de octubre y 1 de noviembre de 2016 con motivo de celebrarse en 2017 el 500° aniversario de la Reforma protestante emprendida por el alemán Martín Lutero y que desembocó en una división entre la Iglesia católica y la Iglesia luterana.

## Desarrollo

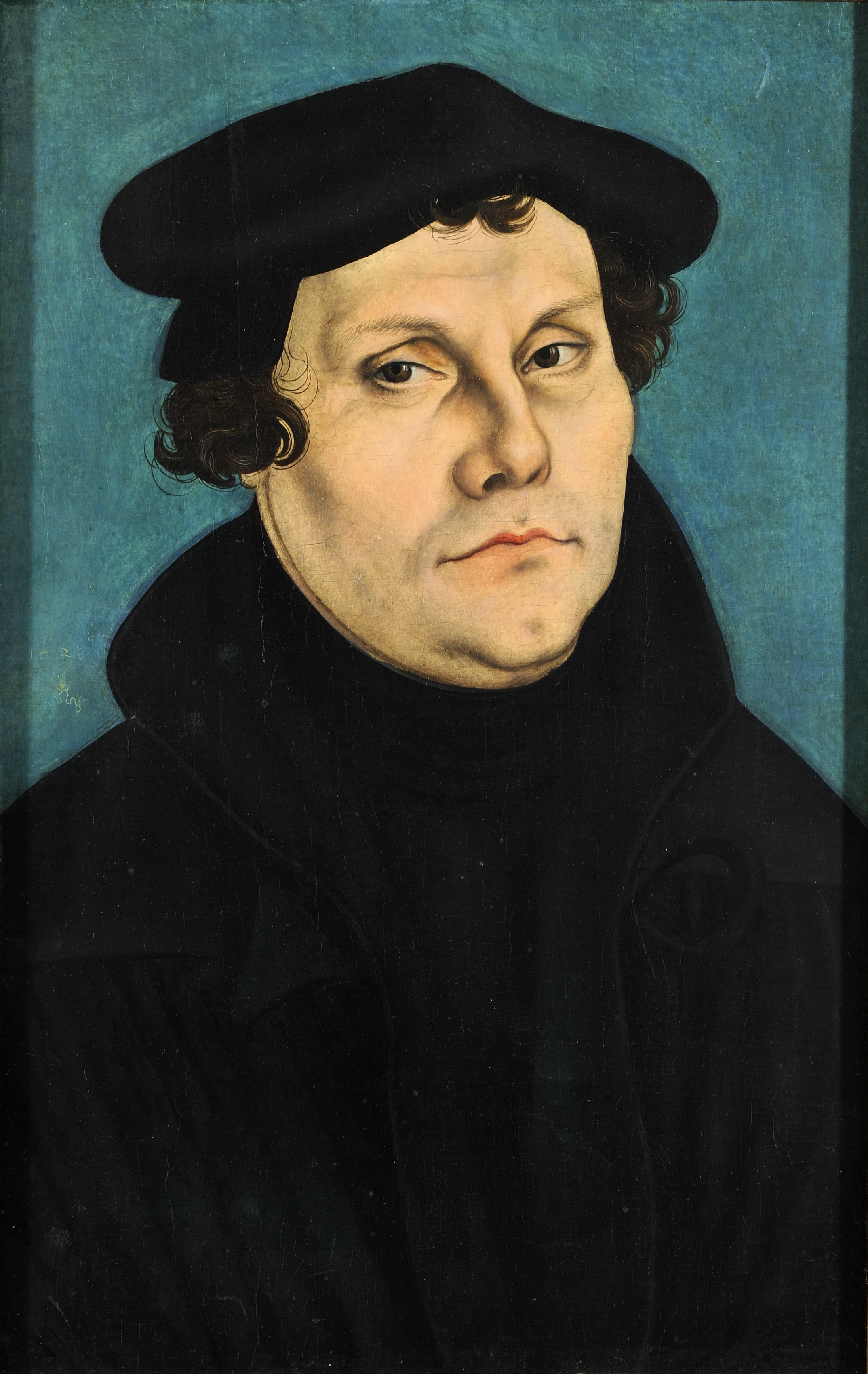
Martín Lutero: Teólogo y fraile agustino, impulsor de la Reforma Protestante en Alemania y después extendida por toda Europa.

El Papa Francisco confirmó su viaje a Suecia a principios de 2016, a desarrollarse en octubre. El Presidente del Consejo Pontificio para la Promoción de la Unidad de los Cristianos, el cardenal Kurt Koch dijo en un comunicado:

“al concentrarse juntos en la centralidad de la cuestión de Dios y en un enfoque cristocéntrico, luteranos y católicos tendrán la posibilidad de una conmemoración ecuménica de la Reforma, no en una manera simple y pragmática, sino en el sentido profundo de la fe en el crucificado y resucitado Cristo”.

El papa llegó a la nación escandinava el 31 de octubre. Con el presidente de la Federación Luterana Mundial Munib Younam firmó un documento donde comprometieron en Malmö a trabajar para recibir y acoger a los inmigrantes y al rechazo de todo tipo de violencia.
Hizo una visita de cortesía a la familia real de Suecia en Lund. Después participó en la oración ecuménica común en la catedral luterana de Lund y en el evento ecuménico en la Malmö Arena en donde concluirá la jornada con las delegaciones ecuménicas.
Afirmó Francisco "tenemos la oportunidad de reparar un momento crucial de nuestra historia, superando controversias y malentendidos que a menudo impidieron que nos comprendiéramos unos a otros”.
El 1 de noviembre a las 9:30 celebró la misa en Malmö, acabada la cual fue al aeropuerto de esa ciudad donde tuvo lugar la despedida oficial.

## Obra escrita
- En el marco de ello, desde la Ciudad del Vaticano se escribe Del conflicto a la comunión: conmemoración común luterano-católica de la Reforma en 2017.[2]